# Boise, Idaho
Boise este un oraș din Statele Unite ale Americii, sediul comitatului Ada și capitala statului  Idaho.